# ایدرو (لمباردی)
ایدرو (به ایتالیایی: Idro) یک کومونه در ایتالیا است که در استان برشا واقع شده‌است. ایدرو ۲۲ کیلومتر مربع مساحت و ۱٬۹۰۳ نفر جمعیت دارد و ۳۶۸ متر بالاتر از سطح دریا واقع شده‌است.